# 드 팔마
《드 팔마》(De Palma)는 미국에서 제작된 노아 바움백, 제이크 팰트로 감독의 2015년 다큐멘터리 영화이다. 제72회 베니스 영화제에서 전 세계에 초연되었으며 여기서 경쟁을 차단했다.

## 같이 보기
- 뉴 할리우드
- 앨프리드 히치콕